# Хойское ханство
Хойское ханство, также известное как Княжество Дунбули — феодальное владение (на территории современного Иранского Азербайджана), вокруг Хоя и Салмаса в Иране, которым с 1210 по 1799 годы управляли представители тюркизированного курдского племени дунбули.

## История

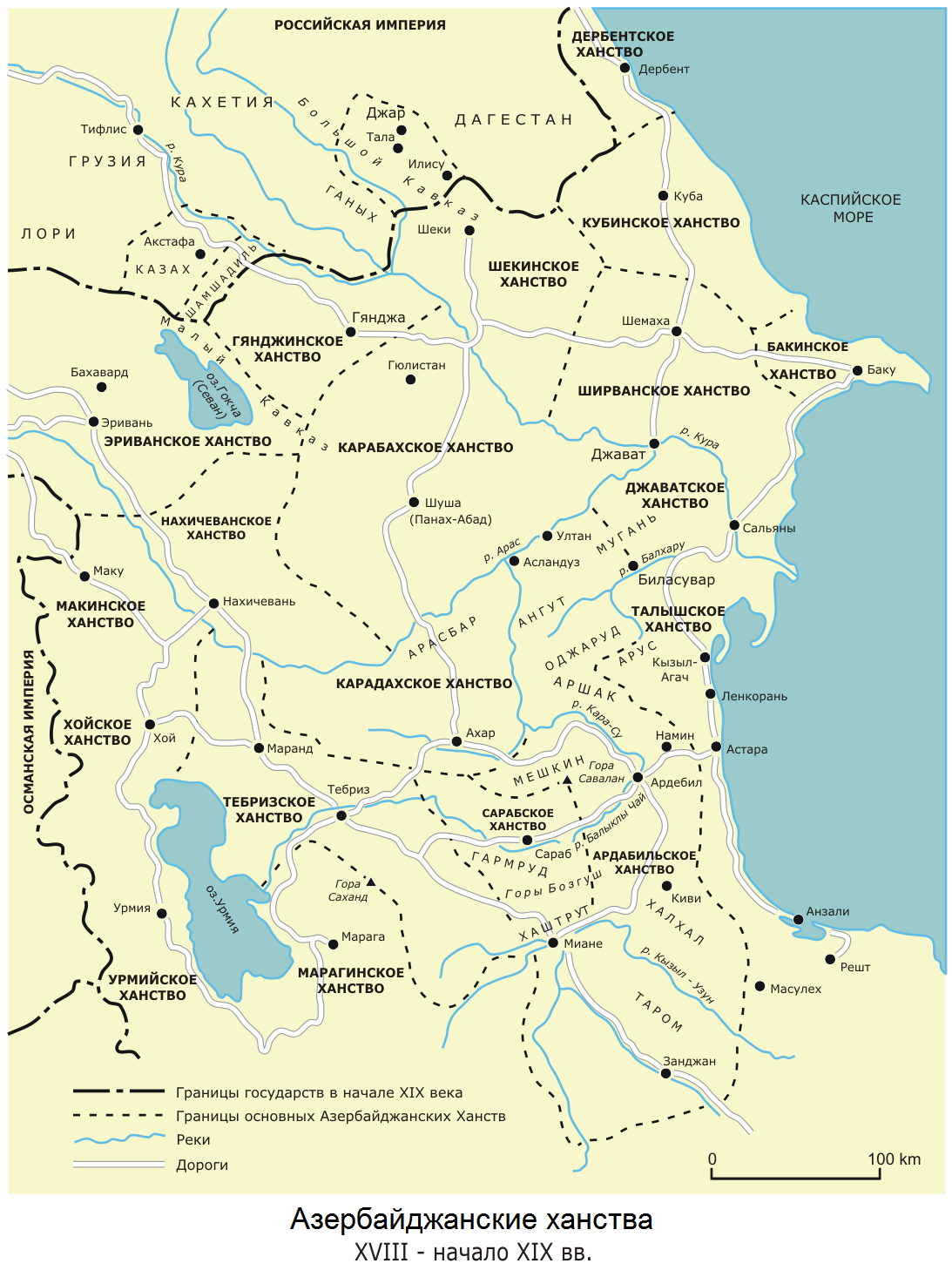
Ханства Закавказья и Иранского Азербайджана, XVIII — начало XIX вв.

Как и другие азербайджанские ханства, Хойское ханство образовалось на территории Иранского Азербайджана после смерти Надир-шаха и распада его державы в 1747 году. Основой нового государства стало наследственное владение курдского рода Дунбули. Ханство было основано Ахмед-ханом из этого знатного рода. Вплоть до 1805 года Хойский округ был наследственным улька  курдского племени дунбули и эта территория, а также присоединённый Сельмас, стали основой образования нового государственного образования — Хойского ханства.

До XVII в. главы племени дунбули не имели титулов султана и хана и довольствовались скромным титулом бека. Хой в конце XVI-начале XVII в. не принадлежал главе племени дунбули. Но уже в списке эмиров 1628 г. у Искендера Мунши мы встречаем имя Салман-хана дунбули, правителя (хакима) округов Хой и Салмас. В этом же списке упомянута и другая ветвь той же династии, утвердившаяся в Баргушете (в Зангезуре, в Армении), где правил тогда Максуд-султан дунбули, хаким Баргушета. С тех пор главы племени дунбули наследственно управляли Хойем и постоянно носили титул хана. При Надир-шахе (1736—1747) упоминаются Муртаза-кули-хан дунбули, хаким хойский и думбулийский, и Али-Наги-хан дунбули, хаким Баргушета. Во второй половине XVIII в. мы снова встречаем упоминание об обоих хакимах из племени дунбули, с титулами ханов. Династия потомков Хаджи-бека, известных под именем хакимов хойских и дунбулийских, сохраняла в своих руках Хой и соседние округа до начала XIX в., когда представитель этой династии Джафар-кули-хан дунбули, перейдя на службу русского царизма, переселился в северный Азербайджан и получил в 1806 г. от Александра I ханство Шекинское. Официально шахское правительство считало глав племени дунбули только хакимами, то есть правителями и держателями улька и доли ренты-налога, но сами эти хакимы смотрели на Хой и Сукманабад как на наследственное владение своего племени (оджак-и моурусий-и тайфэй-и думбули).
В течение второй половины XVIII века наиболее сильные азербайджанские ханы пытались подчинить соседей, и в результате одного из таких столкновений Хойское ханство было подчинено самым сильным из ханств — Урмийским ханом — Фатали-ханом Афшаром. В 1748 году он объединил Урмийское, Тебризское, Хойское, Карадагское и Сарабское ханства.
Вплоть до 1813 года ханство сохраняло относительную независимость. В 1813 году было аннексировано Персией и окончательно потеряло свою независимость.

Во многих сохранившихся современных источниках Хой и Сельмас, наряду с Нахичеванью, указывается как регион, в котором действовал один из национальных героев азербайджанского народа, борец с притеснителями бедноты — Кёроглы, боровшийся с произволом знати и иранского владычества. Налоговые притеснения шахов, восстания и карательные экспедиции в район Хой-Сельмас и в северные районы Ширвана и Шеки — всё это довело азербайджанское крестьянство до крайней степени разорения. Как жилось азербайджанским крестьянам в годы ирано-турецких войн, повествует надпись на персидском языке 1145 г. х. (1732/3 г. н. э.), высеченная над порталом мечети селения Вананд в Нахчевавском крае. 
Были крайний неурожай и скудость, так что ман пшеницы стоил 400 динаров, рис — 800 д., масло — 2800 д., мед — 3200 д., виноградный сок (дошаб) — 2400 д., сыр — 1600 д., сушеный виноград — 2400 д., ячмень — 350 д., абрикосы — 800 д., чеснок — 1200 д., хлопок — 400 д., арбузные семечки — 5000 д. [за ман] по весу тиляни… Был настоящий ад благодаря голоду и утеснению разными нуждами несчастливого времени, так что на протяжении одного года селение Вананд и ближние соседи его три раза подвергались нападению и ограблению, и многие правоверные — мужчины и женщины — были убиты и угнаны в неволю (асир гердидэ), а прочие рабы божии, рассеявшись и перейдя реку Арас (Аракс), поселились в деревнях того берега. И в те дни господства неблагоприятного сочетания планет торговля также была прекращена.
«Исторический» Кёр-оглу действовал в Азербайджане. Предания указывают на Нахичеванский край и на район Салмас-Хой (в Иранском Азербайджане), как на места, где он действовал больше всего. Близ Салмаса существуют развалины замка, построенного по преданию Кёр-оглу. Возможно, что один из вождей джелалийского движения принял на себя имя Кёр-оглу, популярное благодаря сложившейся ранее легенде.

## Хойские ханы
1. Шахбаз-хан (1747—1763)
2. Ахмед-хан (1763—1786)
3. Гусейн Кули-хан (1786—1797)
4. Джафар Кули-хан (1797—1806)

Хойские ханы имели тесные родственные связи с Эриванскими, Шекинскими, Карабахскими и Гянджинскими ханами.
В 1806 году Александр I передал Шекинское ханство эмигрировавшему из Иранского Азербайджана Джафару Кули-хану, бывшему хану хойскому, поселившемуся в Шеки с частью своего племени. Он правил ханством с 1806 до 1814 год. После смерти его сына и преемника Исмаил-хана в 1819 году Шекинское ханство было упразднено царским правительством.

## Знаменитые представители фамилии Хойских
- Фатали хан Хойский — 1875—1920[9]
- Искендер Хан Хойский — генерал-лейтенант армии Российской империи.